# Genipa infundibuliformis
Genipa infundibuliformis é uma espécie de planta do gênero Genipa e da família Rubiaceae. 

## Taxonomia
A espécie foi descrita em 1995 por João Semir e Daniela Cristina Zappi. 

## Forma de vida
É uma espécie rupícola, terrícola e arbórea. 

## Descrição
Árvore até 25 metros de altura, ramos cilíndricos, robustos, glabros. Estípulas com 1-3 cm de comprimento, ápice agudo, membranáceas, glabras na face externa, com coléteres na
base na face interna. Ela tem folhas subsésseis ou com pecíolo até 1,5 cm de comprimento, cilíndrico, glabro; lâmina de 10-52x5-38 cm,
elíptica a obovada, base aguda a atenuada, ápice agudo a acuminado, margem
inteira a profundamente lobada, face adaxial nítida, glabra, abaxial glabra a
pubescente; nervura central robusta, proeminente na face abaxial, 10-20 nervuras secundárias patentes a ascendentes em cada lado. Inflorescências com ramos ascendentes, cilíndricos, glabros. Ela tem flores 5-7 cm de comprimento; cálice 1-2 cm de comprimento, campanulado ou
urceolado, denteado, glabro; corola infundibuliforme, serícea em ambas as faces,
com pilosidade mais copiosa na porção basal da face interna, lobos pouco
maiores que o tubo, oblongos, ápice arredondado, eretos a reflexos; flores masculinas
com anteras 2-2,5 centímetros de
comprimento, semiexsertas, obloides, apiculadas, disco do ovário curto, truncado,
estilete pubérulo, estigma bífido; flores femininas com hipanto 1-1,5 cm de comprimento, elipsoide, glabro. Fruto 5,5-8,5 cm. de diâmetro, globoso, glabro; sementes com cerca de 1 centímetros de comprimento, orbiculares, elípsóides ou trígono-arredondadas.  
| Folha          | Folha                                   |
| -------------- | --------------------------------------- |
| oposta         | margem inteira/margem lobada            |
| Inflorescência |                                         |
| terminal       | masculina cimosa/feminina uniflora      |
| Flor           |                                         |
| cálice         | campanulado/denticulado/glabro          |
| corola         | infundibuliforme                        |
| antera         | 2                                       |
| Fruto          |                                         |
| baga globosa   | 5                                       |
| Semente        |                                         |
| comprimida     | orbicular/elipsoide/trígona arredondada |

## Conservação
A espécie faz parte da Lista Vermelha das espécies ameaçadas do estado do Espírito Santo, no sudeste do Brasil. A lista foi publicada em 13 de junho de 2005 por intermédio do decreto estadual nº 1.499-R. 

## Distribuição
A espécie é encontrada nos estados brasileiros de Espírito Santo, Minas Gerais, Rio de Janeiro e São Paulo. 
A espécie é encontrada no domínio fitogeográfico de Mata Atlântica, em regiões com vegetação de mata ciliar, floresta estacional decidual, Floresta Estacional Perenifólia, floresta estacional semidecidual, floresta ombrófila pluvial e restinga.